# Illyés Mari
Illyés Mari (névvariáns: Illyés Mária) (Budapest, 1950. július 20. – 2018. március 2.) magyar színésznő.

## Életpályája
1966-ban az Állami Déryné Színházban kezdte pályáját. Tulajdonképpen azóta ennek a színházi társulatnak volt a tagja, csak a színház elnevezése változott az évek során. 1977-től Népszínház, majd 1990-től Budapesti Kamaraszínház néven működött. Karakteres, jellegzetes beszédhangjának köszönhetően  a szinkronstúdiókban az egyik legtöbbet foglalkoztatott színésznő volt. Férje Holl János színművész volt.

## Fontosabb színházi szerepei
- William Shakespeare: Szentivánéji álom... Hermia
- Petőfi Sándor: A helység kalapácsa... Amazontermészetű Márta; Szemérmetes Erzsók
- Gárdonyi Géza: A bor... Rozi, Juli huga
- Marcel Achard: A bolond lány... Josefa Lantenay
- Molnár Ferenc: Liliom... Muskátné
- Kertész Ákos: Névnap... Bözsi
- Kertész Ákos: Egész évben karácsony... Mama
- Ruzante: A csapodár madárka ... Betia
- Carlo Goldoni: Bugrisok... Felice
- Gyárfás Endre: Márkus mester visszatér... Róka
- Lázár Ervin A hétfejű tündér... Ló Szerafin, a kék csodaparipa
- Tordon Ákos: Skatulyácska királykisasszony... Zacskónia királyné
- Szamuil Marsak: A bűvös erő... Az édeslány
- I. Karnauhova – I. Brauszevics: Mese a tűzpiros virágról... Baba Jága, boszorkány
- Csukás István – Kocsár Miklós: Gyalogcsillag... Savanyú uborka királynő
- Dimitar Dimov: Elkárhozottak... Carmen
- Alexandru Kiriţescu: Szarkafészek... Colette
- Heltai Jenő: Naftalin... Terka
- Fésűs Éva – Gebora György: A csodálatos nyúlcipő... Alamuszi
- Csurka István: Házmestersirató... Kati
- Szakcsi Lakatos Béla – Csemer Géza: Cigánykerék... Rúzsikám
- Illyés Gyula: Tűvé tevők... Örömanya
- Bertolt Brecht – Kurt Weill: Koldusopera... Betty
- Móricz Zsigmond: Nem élhetek muzsikaszó nélkül... Borcsa
- Georges Feydeau: Osztrigás Mici... Sauvarelné
- Anton Pavlovics Csehov: Sirály... Polina Andrejevna
- Federico García Lorca Yerma... V. mosónő
- Rideg Sándor: Indul a bakterház... Rozi
- Schöntan testvérek – Kellér Dezső – Horváth Jenő – Szenes Iván: A szabin nők elrablása... Irma
- Szakonyi Károly: Hongkongi paróka... Ancsika

## Szinkronszerepei

### Sorozat szinkronszerepek
- A betolakodó: Adelaida – Maricarmen Vela
- A cukorbáró:  Amalia Duque – Rita Moreno
- A főnök:  Willie Ray Johnson – Frances Sternhagen
- A Grace klinika: Dr. Ellis Grey – Kate Burton
- A klón: Rosa mama – Lucya Martínez Tello
- A szerelem tengere: Crisanta – Beatríz Monroy
- A sziget nővére: Ina Gaibui – Serai Zaro
- A varázsló háza:  Meg Lewis – Siân Phillips
- A vipera: Antonia "Toña" – Amparo Garrido
- Acapulco szépe: Simona – Carmelita González
- Amynek ítélve: Maxine Gray – Tyne Daly
- Anita a bűbájos bajkeverő: Amanda Aristizábal – Martha Picanes
- Árva angyal: Coralia – María Dolores Oliva
- Bűbájos boszorkák: Penelope "Penny" "Nagyi" Halliwell Jennifer Rhodes / Jackie néni (Charmed) / Martha van Lewen	/ Gail néni (Charmed) / Phoebe Halliwell (idős)
- Castle: Mrs. Delores Marsh – K Callan / Sally Niedermeyer – Hattie Winston
- Csacska angyal: Greta – Henny Trayles
- Csajok, szilikon, ez lesz a Paradicsom!: Natalia anyja – María Margarita Giraldo
- Csók és csata: Úrsula Campos Miranda – Susana Dosamantes
- Édes dundi Valentina: Doña Elena – Elisa Stella
- Egy rendes család: Oma Engel – Renate Delfs
- El Manantial - Az ősforrás: Altagracia Osuna – Angelina Peláez
- Elbűvölő szerelem: Nora – Isela Vega
- Értelem és érzelem: Mrs. Jennings – Linda Bassett
- Esmeralda: Juana – Raquel Pankowsky
- Esperanza: Alfonsa Valderrama – Beatriz Aguirre
- Eva Luna: Marcela Arismendi – Susana Dosamantes
- H2O: Egy vízcsepp elég: Miss Louise Chatham
- Időtlen szerelem: Catalina "Cata" de Soberón – Irma Dorantes
- J.A.G - Becsületbeli ügyek: Cassie "Lobo" Puller hadnagy – Raye Hollitt
- Jelen és múlt (Sírig tartó barátság): Sarah Jackson – Donzaleigh Abernathy
- Julieta: Matilde – Socorro Bonilla
- Kachorra - az ártatlan szökevény: Pierina Fossati – María Rosa Gallo
- Kemény zsaruk: Detective Claudette Wyms – CCH(Carol Christine Hilaria)Pounder
- Kettős játszma: Felipa García – María Victoria
- Kufirc: Maureen – Beatrice Kelley
- Maffiózók: Joanne Moltisanti – Marianne Leone
- María: Lupe – Meche Barba
- María Isabel: Chona de Sánchez – Mónica Miguel
- Marichuy - A szerelem diadala: Eva Gez – Pilar Pellicer
- Második esély: Olga – Martha Mijares
- Medicopter 117 - Légimentők: Angela Kollmann – Helma Gautier
- Menekülés a szerelembe: Brígida – Lucía Guilmáin
- Milagros: Margarita Manrique – Ana Cecilia Natteri
- Mindörökké szerelem: Soledad Cruz de Juárez – María Rojo
- Nora Roberts: Bukott angyal: Joanie – Linda Darlow
- Office: Madge – Karly Rothenberg
- Őrangyal (1. változat): Laurie Solt – Kathleen Chalfant
- Paula és Paulina: Paula Martínez – Nuria Bages
- Rosalinda: Julieta – Irma Torres
- Rubí, az elbűvölő szörnyeteg: Pancha Munoz – Josefina Echánove
- Sírhant művek: Paco mamája – Karmin Murcelo
- Sírig tartó barátság (Jelen és múlt):  Sarah Jackson – Donzaleigh Abernathy
- Sok sikert, Charlie!:  Mrs. Dabney – Patricia Belcher
- Szalamandra: María Etelvina – Rengifo Jeannette Lehr
- Szerelem a Hohenstein-kastélyban: Federica di Veneria hercegnő – Marina Berti
- Szeretni bolondulásig: Adelaida kuruzslója – Irma Torres
- Szex és New York: Magda – Lynn Cohen
- Talizmán: Matilde Aceves – Alma Delfina
- Te vagy az életem: Rosa – Adela Gleijer
- Titkok: Hélène Evan – Marie-Christine Adam
- Titkok és szerelmek: Ana Joaquina – Velarde Marga López
- Trónok harca: Mirri Maz Duur – Mia Soteriou
- Vad angyal: Clara de Ripetti – Lita Soriano
- Visszatérés Cranfordba: Lady Ludlow – Francesca Annis
- Yago: Sirenio – Lita Soriano

### Film szinkronszerepek
- 28 nap Betty: – Margo Martindale
- A boldogság sosem jár egyedül: Matzü nagyi –  Litzi Vezsi
- A guru: Mrs. McGee – Anita Gillette
- A hálózat csapdájában:  Mrs. Raines – Margo Winkler
- A hazafi (2000):  Abigale, a házvezetőnő – Beatrice Bush
- A jövő kezdete:  Grace – Angie Dickinson
- A Karib-tenger kalózai - A világ végén: Ching úrnő – Takayo Fischer
- A kétszáz éves ember: Marjorie Bota elnökasszony – Lynne Thigpen
- A kölyök (2000): Dr. Suzanne Alexander – Dana Ivey
- A külváros mélyén: Házinéni (Akülvmély) – Claudine Delvaux
- A majmok bolygója (2001): Bon Freda – Foh Shen
- A nemzet színe-java:  Ella Louise Harriman – Susan Kussman
- A suttogó: Liz Hammond – Cherry Jones
- A szerelem gyűrűje (Körbe zárva):  Eleanor Riley – Brenda Fricker
- A Tégla: Billy nagynénje – Mary Klug
- A testőr (2006): Mrs. Miller – Jackie Burroughs
- A végrehajtó:
- A velencei kurtizán: Laura Venier – Joanna Cassidy
- Állj, vagy jövök!: Idős nő
- Álomcsapda: Roberta Cavell – Rosemary Dunsmore
- Angyali szemek: Josephine Pogue – Sonia Braga
- Angyalok városa: Teresa Messinger – Joanna Merlin
- Anyád napja: Gertrude – Elaine Stritch
- Anyegin (1999):  Anisia – Gwenllian Davies
- Apád-anyád idejöjjön!: Vicki Blake – Joanna Barnes
- Apafej:  M. Healy bírónő – Carmen De Lavallade
- Ausztrália: Myrtle Allsop – Kerry Walker
- Az arany iránytű: Costa mama – Clare Higgins
- Azt beszélik... Mici néni – Kathy Bates
- Balek-suli: Mrs. Washington – Marcella Lowery
- Bazi nagy latin lagzi: Ansiana – Chi Chi Navarro
- B*elphégor - A Louvre fantomja:  Geneviève (Belphégor) – Patachou
- Bűvölet (1993): Mrs. Kennsinger – Anne Bancroft
- Chéri - Egy kurtizán szerelme:  Madame Aldonza – Nichola McAuliffe
- Chicago: Nickie (Chicago) – Chita Rivera
- Csillagpor: Lidérc – Sarah Alexander
- Csodabogár: Bonnie (Csodabogár) – Ellen Geer
- Csontdaráló: Ms. Tucker, Hazen titkárnője – Tracy Morgan
- Csúcsformában 3.: Ágnes nővér – Dana Ivey
- Danielle Steel: Emlékezés Dorothea Kerr  Barbara Gordon
- Danielle Steel: Zoya  Alexandra
- Doktor Szöszi: Egyetemi tanácsadó – Allyce Beasley
- Dől a moné: Merle nagyi – Cloris Leachman
- Dr. Dolittle: Millió dolláros szőrmókok Macskás hölgy – Maxine Miller
- Dreamgirls: May – Yvette Cason
- Durr, durr és csók: Vetkőző nő a kórházban – Kathy Lamkin
- Édes november: Osiris (Édes november) – Adele Proom
- Egértanya: New York-i hölgy – Susan Blommaert
- Egy cipőben: Mrs. Stein – Marcia Jean Kurtz
- Egy gésa emlékiratai: Mama	– Kaori Momoi
- Egy kutya miatt / Lelkipásztor-kutya: Gloria (Egykutmiat) – Cicely Tyson
- Emma:  Mrs. Cole – Angela Down
- Emma (Gwyneth Paltrow): Mrs. Cole – Angela Down
- Enigma (2001): Mrs. Armstrong – Mary MacLeod
- Este: Éjszakás nővér –  Eileen Atkins
- Férfibecsület:  Mrs. Biddle – Demene E. Hall
- Férj és férj: Teresa (Férj és férj) – Mary Pat Gleason
- Freddy vs. Jason: Mrs. Pamela Voorhees – Paula Shaw
- Fulladás: Angela nővér – Peggy Pope
- Fullasztó ölelés: Mrs. Egan – Pamela Isaacs
- Grimm: Öreg boszorka – Frantisek Velecký
- Híd Terabithia földjére: Mrs. Myers – Jen Wolfe
- Hideghegy: Maddy – Eileen Atkins
- Hullócsillag: Julia Warhol – Beth Grant
- Idegroncs derbi: Martha – Rhea Perlman
- Invictus - A legyőzhetetlen: Mrs. Brits – Lida Botha
- Jackie Chan: A botcsinálta gengszter – Ya-lei Kuei
- Kegyetlen bánásmód: Marva Munson bírónő – Isabell O`Connor
- Ki ez a lány?: Donovan, börtönőr – Faith Minton
- Ki nevel a végén?: Brenda Daniels bírónő – Lynne Thigpen
- Kísértés két szólamban: Sally Walker – Ann Nesby
- Kutyába se veszlek (A veszett kutya): Enid Marla Gibbs
- Kutyák és macskák: Recepciósnő a gyárban – Gillian Barber
- Lányok a pácban: Inez – Maria Conchita Alonso
- Lesz ez még így se!:  Nora Manning – Lupe Ontiveros
- Magnólia: Marcie – Cleo King
- Már megint egy dilis amcsi film: Sadie Agatha Johnson – Beverly Polcyn
- Marley meg én: Lori  – Sandy Martin
- Más világ:  Idős nő –Renée Asherson
- Még egy csók (2004): Sadia Khan – Shamshad Akhtar
- Meglepetések napja: Edna (Meglepetések napja) – Deborah Ishida
- Men in Black - Sötét zsaruk 2.:  Newton édesanyja (hangja)
- Minden hájjal megkent hazug:  Öreg hölgy az autóban – Sandra Lee Gimpel
- Miről álmodik a lány?:  Charlotte hercegnő – Sylvia Syms
- Mobil:  Ügyvéd édesanyja a telefonban
- Muriel esküvője:  Rhonda anyja – Annie Byron
- Narnia Krónikái - Az oroszlán, a boszorkány és a ruhásszekrény:  Jegykezelő
- Női vonalak: Pat Mozell – Cloris Leachman
- Női vonalak: Pat Mozell – Cloris Leachman
- Nők (2008): Maggie (Nők) – Cloris Leachman
- Ocean's Twelve - Eggyel nő a tét: Tenyérjós – Nerissa Tedesco
- Oltári vőlegény: Mona Arden – Maree Cheatham
- Örök szerelem: Lillian "Lilianyó" – Zohra Sehgal
- Pán Péter: Miss Fulsom – Kerry Walker
- Papák a partvonalon: Diana Ditka – Susan Barnes
- Pót pasi: Lois (Pótpasi)	–  Lynn Cohen
- Rádió: Maggie S. – Epatha Merkerson
- Reflektorfény: Winnie (Reflekf) – Marshall Chapman
- Segédszerkesztőnő megosztaná...: Margaret Paddleford – Marian Seldes
- Segítség, kutya lettem!: Bírónő
- Sherlock Holmes: Cigányasszony
- Step Up 3D: Moose anyja  – Kathy Najimy
- Stuart Little, kisegér: Estelle Little nagymama – Estelle Getty
- Superhero: Lucille néni – Marion Ross
- Szakíts, ha bírsz: Mrs. Grobowski – Jane Alderman
- Szégyenfolt: Ernestine (Szégyenf) – Lizan Mitchell
- Szemvillanás alatt: Beatrice nővér – Lynn Cohen
- Szerencse dolga:  Zálogos (Szeredol) – hyllis Somerville
- Szerepcserebere: Nő a liftben – Shirley Prestia
- Szex és New York: Magda – Lynn Cohen
- Szex és New York 2.: Magda (SzexéNY)	– Lynn Cohen
- Tintaszív: Mortola (Inkheart) – Lesley Sharp
- Tökös tekés: Háztulajdonos (Töktek) – Lin Shaye
- Törés: Robinson bírónő – Fiona Shaw
- Traffic (2000): Második tanú – Mary Pat Gleason
- Transformers: Glen nagymamája – Esther Scott
- Ütközések: Graham és Peter édesanyja – Beverly Todd
- Velem vagy nélküled: Lillian Jordan – Betty White
- Véres románc: Sikítozó kezelőorvos – Diane Kagan
- Veszélyben / Veszélyes akta: Kim Finlay – Marcia Bennett
- Vonzások: Mrs. McGarrick – Phyllis Somerville
- Yamakasi - A modern idők szamurájai: Fatima – Afida Tahri
- Zorro legendája: A kormányzó felesége – Mary Crosby

### Rajzfilmsorozat szinkronszerepek
- A hihetetlen család: Micike gazdája
- A kertvárosi gettó:  Mrs. Vonhausen – Marion Ross
- Amerikai fater: Betty Smith – Swoosie Kurtz
- Hollócska, a kis rosszcsont
- Irány Dínóföld!

### Rajzfilm szinkronszerepek
- A halott menyasszony:  Hildegarde – Tracey Ullman
- Egy bogár élete: Flóra – Edie McClurg
- Lucky Luke - A Daltonok öröksége: Miss Worthlesspenny – Rosy Varte
- Táncoló talpak: Asztrahán néni (Táncoló talpak) – Miriam Margolyes
- Verdák 2.: Topolino mama – Vanessa Redgrave

### Anime szinkronszerepek
A vándorló palota: Sophie Hatter (idős)

### Dokumentum filmsorozat szinkronszerepek
- A Föld legviccesebb állatai 25.rész: Fekete hajú nő
- A Föld legviccesebb állatai 8.rész:  Nő
- A halottak titkai / Harcos papnő: Nő
- Állatmentések 10.rész: Maxine Gillespie
- Állatmentések 24.rész: Sandra Wickstone
- Állatmentések 25.rész: Linda
- Állatmentések 39.rész: Chris
- Állatmentések 41.rész: June
- Állatmentések 6.rész: Maxine Gillespie
- Állatmentések 6.rész: Mary
- Állatmentések 7.rész: Nő 1
- Állatmentések 7.rész: Rosemary
- Állatmentések 8.rész: Nő 1
- Állatmentések 9.rész Wynne Richards
- Állatmentések 9.rész: Idős nő
- Állatok "Ki mit tud" -ja 4.rész: Delany
- Animal nightmares – Snakes: Rhonda
- Az I. világháború színesben 1. rész Világégés: Marry Monkswell
- Az I. világháború színesben 1. rész Világégés:  Vera Brittain
- Emergency vets ep 2.: Sue Nenman
- Kísértet szállók 2.rész – Kóborló lelkek: Lesley Simpson
- Rémisztő állatok: Skorpiók: Natalia Salazar
- Secret of sleep: Denise Corke
- Secret of sleep: Rosalind Castwright
- Secret of sleep: Nő

## Filmek, tv
- Mese a tűzpiros virágról
- Szomszédok (sorozat) 103. rész (1991)
- Kaffka Margit és Bauer Henrik (2003)
- A vágyakozás napjai (2008)
- Pál Adrienn (2010)
- Munkaügyek A tanfolyam című rész(sorozat) (2012)